# Copa CECAFA 2011
La Copa CECAFA 2011 fue la 35ª edición de este torneo de fútbol a nivel de selecciones nacionales organizado por la CECAFA y que contó con la participación de 12 selecciones provenientes de África del Norte, África Central y África del Sur.
El torneo fue patrocinado por la Serengeti Breweries Limited, la cual invirtió aproximadamente $450.000 para cubrir con los costos del torneo como boletos aéreos, hotelería y premios.
Uganda venció a Ruanda en la final disputada en Dar es Salaam, Tanzania para coronarse campeón por 12ª vez.

## Participantes
El Secretario General de la CECAFA Nicholas Musonye eligió 10 participantes para el torneo, aunque quedaban 2 vacantes para 4 equipos, los cuales eran Costa de Marfil, Malaui, Zambia y Sudáfrica.
Sin embargo, la CAF determinó que Costa de Marfil y Zambia no eran elegibles para jugar el torneo debido a que iban a participar en la Copa Africana de Naciones 2012, y no podían competir en torneo que estuvieran separados por menos de dos meses de tiempo en torneos del continente africano.
La invitación al torneo fue extendida para Malaui, pero desistieron de participar en el torneo por problemas financieros y la dificultad de prepararse para el torneo por avisar con poco tiempo de la invitación.
Como consecuencia de esto, Zimbabue fue el invitado para el torneo, pero el gobierno de Malaui dijo a la Asociación de Fútbol de Malaui que reconsiderara participar en el torneo para cumplir con las expectativas de la CECAFA.
A Eritrea le fueron programados los partidos en el torneo, pero decidieron abandonar el torneo debido a la carencia de dinero para el viaje, por lo que fue reemplazado por Namibia. La razón fue que algunos medios de Eritrea advirtieron de las autoridades de Eritrea pensaban que los jugadores de su selección tenían pensado buscar asilo político en Tanzania, país sede del torneo. Al final de cuentas, Namibia desistió de participar en el torneo debido a que se podía interrumpir el calendario de la Premier League de Namibia,. y a final de cuentas fue reemplazado por Zimbabue.

### Equipos participantes
| - Burundi - Yibuti - Etiopía - Kenia |  | - Malaui (invitados) - Ruanda - Somalia - Sudán |  | - Tanzania - Uganda - Zanzíbar - Zimbabue (invitados) |

## Fase de grupos
Los horarios son con la hora de África Oriental (UTC+3).

### Grupo A
| Nación   | J | G | E | P | GF | GC | GD | Pts |
| -------- | - | - | - | - | -- | -- | -- | --- |
| Ruanda   | 3 | 3 | 0 | 0 | 8  | 2  | +6 | 9   |
| Zimbabue | 3 | 2 | 0 | 1 | 4  | 3  | +1 | 6   |
| Tanzania | 3 | 1 | 0 | 2 | 4  | 3  | +1 | 3   |
| Yibuti   | 3 | 0 | 0 | 3 | 2  | 10 | -8 | 0   |

| 26 de noviembre de 2011 | Tanzania | 0 – 1   | Ruanda       | Benjamin Mkapa National Stadium, Dar es Salaam, Tanzania |                                   |
|                         |          | Reporte | Karekezi 22' | Árbitro(s): Bamlak Tessema Weyesa                        | Árbitro(s): Bamlak Tessema Weyesa |

| 27 de noviembre de 2011 | Zimbabue             | 2 – 0   | Yibuti | Benjamin Mkapa National Stadium, Dar es Salaam, Tanzania |  |
|                         | Ngoma 9' · Amini 73' | Reporte |        |                                                          |  |

| 29 de noviembre de 2011 | Ruanda          | 2 – 0   | Zimbabue | Benjamin Mkapa National Stadium, Dar es Salaam, Tanzania |                                   |
|                         | Kagere 24', 82' | Reporte |          | Árbitro(s): Davies Ogenche Omweno                        | Árbitro(s): Davies Ogenche Omweno |

| 29 de noviembre de 2011 | Tanzania                                 | 3 – 0   | Yibuti | Benjamin Mkapa National Stadium, Dar es Salaam, Tanzania |  |
|                         | Ulimwengu 2' · Kazimoto 37' · Rashid 85' | Reporte |        |                                                          |  |

| 2 de diciembre de 2011 | Ruanda                                              | 5 – 2   | Yibuti         | Benjamin Mkapa National Stadium, Dar es Salaam, Tanzania |                           |
|                        | Bokota 3' · Mugiraneza 57' · Karekezi 78', 80', 86' | Reporte | Daoud 25', 34' | Árbitro(s): Wiish Yabarow                                | Árbitro(s): Wiish Yabarow |

| 3 de diciembre de 2011 | Tanzania     | 1 – 2   | Zimbabue                     | Benjamin Mkapa National Stadium, Dar es Salaam, Tanzania |                                   |
|                        | Kazimoto 88' | Reporte | Ngoma 1' · Maulid 11' (o.g.) | Árbitro(s): Davies Ogenche Omweno                        | Árbitro(s): Davies Ogenche Omweno |

### Grupo B
| Nación   | J | G | E | P | GF | GC | GD  | Pts |
| -------- | - | - | - | - | -- | -- | --- | --- |
| Burundi  | 3 | 2 | 1 | 0 | 5  | 1  | +4  | 7   |
| Uganda   | 3 | 2 | 0 | 1 | 6  | 2  | +4  | 6   |
| Zanzíbar | 3 | 1 | 1 | 1 | 4  | 2  | +2  | 4   |
| Somalia  | 3 | 0 | 0 | 3 | 1  | 11 | -10 | 0   |

| 25 de noviembre de 2011 | Burundi                                                | 4 – 1   | Somalia          | Benjamin Mkapa National Stadium, Dar es Salaam, Tanzania |  |
|                         | Ndayisaba 30' · Papy 45' · Amissi 54' · Ndayisenga 86' | Reporte | Ali 90+2' (pen.) |                                                          |  |

| 25 de noviembre de 2011 | Uganda                       | 2 – 1   | Zanzíbar | Benjamin Mkapa National Stadium, Dar es Salaam, Tanzania |                                   |
|                         | Wagaluka 40' · Sserumaga 77' | Reporte | Ali 47'  | Árbitro(s): Davies Ogenche Omweno                        | Árbitro(s): Davies Ogenche Omweno |

| 27 de noviembre de 2011 | Zanzíbar | 0 – 0   | Burundi | Benjamin Mkapa National Stadium, Dar es Salaam, Tanzania |  |
|                         |          | Reporte |         |                                                          |  |

| 28 de noviembre de 2011 | Somalia | 0 – 4   | Uganda                            | Chamazi Stadium, Chamazi, Tanzania |  |
|                         |         | Reporte | Wagaluka 48' · Okwi 61', 76', 90' |                                    |  |

| 1 de diciembre de 2011 | Somalia | 0 – 3   | Zanzíbar                           | Benjamin Mkapa National Stadium, Dar es Salaam, Tanzania |                            |
|                        |         | Reporte | Selemba 8' · Omar 51' · Morris 87' | Árbitro(s): Hudu Munyemana                               | Árbitro(s): Hudu Munyemana |

| 1 de diciembre de 2011 | Burundi              | 1 – 0   | Uganda | Benjamin Mkapa National Stadium, Dar es Salaam, Tanzania |                                   |
|                        | Odongkara 40' (o.g.) | Reporte |        | Árbitro(s): Bamlak Tessema Weyesa                        | Árbitro(s): Bamlak Tessema Weyesa |

### Group C
| Nación  | J | G | E | P | GF | GC | GD | Pts |
| ------- | - | - | - | - | -- | -- | -- | --- |
| Malaui  | 3 | 1 | 2 | 0 | 3  | 1  | +2 | 5   |
| Sudán   | 3 | 1 | 2 | 0 | 2  | 1  | +1 | 5   |
| Kenia   | 3 | 1 | 0 | 2 | 2  | 3  | -1 | 3   |
| Etiopía | 3 | 0 | 2 | 1 | 2  | 4  | -2 | 2   |

| 28 de noviembre de 2011 | Sudán    | 1 – 1   | Etiopía    | Benjamin Mkapa National Stadium, Dar es Salaam, Tanzania |                             |
|                         | Tahir 8' | Reporte | Kebede 34' | Árbitro(s): Eric Gasinzigwa                              | Árbitro(s): Eric Gasinzigwa |

| 28 de noviembre de 2011 | Kenia | 0 – 2   | Malaui                          | Benjamin Mkapa National Stadium, Dar es Salaam, Tanzania |                           |
|                         |       | Reporte | Banda 23' · Kamwendo 66' (pen.) | Árbitro(s): Wiish Yabarow                                | Árbitro(s): Wiish Yabarow |

| 30 de noviembre de 2011 | Etiopía | 0 – 2   | Kenia                        | Benjamin Mkapa National Stadium, Dar es Salaam, Tanzania |                                |
|                         |         | Reporte | Mugalia 13' · V. Ochieng 44' | Árbitro(s): Gervais Munyanziza                           | Árbitro(s): Gervais Munyanziza |

| 30 de noviembre de 2011 | Malaui | 0 – 0   | Sudán | Benjamin Mkapa National Stadium, Dar es Salaam, Tanzania |                            |
|                         |        | Reporte |       | Árbitro(s): Hudu Munyemana                               | Árbitro(s): Hudu Munyemana |

| 2 de diciembre de 2011 | Etiopía          | 1 – 1   | Malaui      | Benjamin Mkapa National Stadium, Dar es Salaam, Tanzania |                           |
|                        | Girma 16' (pen.) | Reporte | Kabichi 27' | Árbitro(s): Israel Mujuni                                | Árbitro(s): Israel Mujuni |

| 3 de diciembre de 2011 | Kenia | 0 – 1   | Sudán    | Benjamin Mkapa National Stadium, Dar es Salaam, Tanzania |                           |
|                        |       | Reporte | Koko 25' | Árbitro(s): Wiish Yabarow                                | Árbitro(s): Wiish Yabarow |

### Ranking de los terceros lugares
Al terminar la fase de grupos, se realizó una comparación de los terceros lugares de cada grupo. Los dos mejores terceros lugares avanzaron a los cuartos de final.
| Pos | Grupo | Nación   | J | G | E | P | GF | GC | GD | Pts |
| --- | ----- | -------- | - | - | - | - | -- | -- | -- | --- |
| 1   | B     | Zanzíbar | 3 | 1 | 1 | 1 | 4  | 2  | +2 | 4   |
| 2   | A     | Tanzania | 3 | 1 | 0 | 2 | 4  | 3  | +1 | 3   |
| 3   | C     | Kenia    | 3 | 1 | 0 | 2 | 2  | 3  | -1 | 3   |

## Ronda final

### Cuartos de final
| 5 de diciembre de 2011 | Burundi | 0 – 2   | Sudán                | Benjamin Mkapa National Stadium, Dar es Salaam, Tanzania |                           |
|                        |         | Reporte | Rabei 41' · Musa 60' | Árbitro(s): Ronnie Kalema                                | Árbitro(s): Ronnie Kalema |

| 5 de diciembre de 2011 | Ruanda                      | 2 – 1   | Zanzíbar     | Benjamin Mkapa National Stadium, Dar es Salaam, Tanzania |                                   |
|                        | Mugiraneza 39' · Kagere 88' | Reporte | Mohammed 46' | Árbitro(s): Bamlak Tessema Weyesa                        | Árbitro(s): Bamlak Tessema Weyesa |

| 6 de diciembre de 2011 | Uganda    | 1 – 0   | Zimbabue | Benjamin Mkapa National Stadium, Dar es Salaam, Tanzania |                           |
|                        | Kizza 15' | Reporte |          | Árbitro(s): Wiish Yabarow                                | Árbitro(s): Wiish Yabarow |

| 6 de diciembre de 2011 | Malaui | 0 – 1   | Tanzania   | Benjamin Mkapa National Stadium, Dar es Salaam, Tanzania |                            |
|                        |        | Reporte | Bakari 37' | Árbitro(s): Hudu Munyemana                               | Árbitro(s): Hudu Munyemana |

### Semifinales
| 8 de diciembre de 2011 | Sudán    | 1 – 2   | Ruanda                   | Benjamin Mkapa National Stadium, Dar es Salaam, Tanzania |                           |
|                        | Agab 68' | Reporte | Iranzi 6' · Karekezi 78' | Árbitro(s): Wiish Yabarow                                | Árbitro(s): Wiish Yabarow |

| 8 de diciembre de 2011 | Uganda                                        | 3 – 1 (t.e.) | Tanzania   | Benjamin Mkapa National Stadium, Dar es Salaam, Tanzania |                                   |
|                        | Mwesigwa 56' · Okwi 102' · Isinde 111' (pen.) | Reporte      | Ngassa 18' | Árbitro(s): Bamlak Tessema Weyesa                        | Árbitro(s): Bamlak Tessema Weyesa |

### Tercer lugar
| 10 de diciembre de 2011 | Sudán     | 1 – 0   | Tanzania | Benjamin Mkapa National Stadium, Dar es Salaam, Tanzania |  |
|                         | Eldin 84' | Reporte |          |                                                          |  |

### Final
| 10 de diciembre de 2011 | Ruanda          | 2 – 2 (2 - 3 p) | Uganda                | Benjamin Mkapa National Stadium, Dar es Salaam, Tanzania |                           |
|                         | Kagere 51', 79' | Reporte         | Isinde 77' · Okwi 80' | Árbitro(s): Wiish Yabarow                                | Árbitro(s): Wiish Yabarow |

## Campeón
| Copa CECAFA 2011  |
| ----------------- |
| Bandera de Uganda |
| Uganda 12º Título |

## Premios
Estos fueron los premiados del torneo:

### Individuales
- Mejor Entrenador:  Milutin Sredojević (Ruanda)
- Mejor Portero:  Elmoiz Mahgoug
- Mejor Jugador:  Haruna Niyonzima
- Mejor Árbitro:  Wiish Yabarow
- Goleadores:  Olivier Karekezi,  Meddie Kagere,  Emmanuel Okwi

### Premios monetarios
- Campeón:  Uganda – $30,000
- Finalista:  Ruanda – $20,000
- Tercer Lugar:  Sudán – $10,000

## Goleadores
| Jugador                  | Goles                 |
| ------------------------ | --------------------- |
| Meddie Kagere            | 5                     |
| Olivier Karekezi         | 5                     |
| Emmanuel Okwi            | 5                     |
| Mwinyi Kazimoto          | 2                     |
| Jean-Baptiste Mugiraneza | 2                     |
| Isaac Isinde             | 2                     |
| Dan Wagaluka             | 2                     |
| Donald Ngoma             | 2                     |
| Ahmed Hassan Daoud       |                       |
| Cédric Amissi            | 1                     |
| Floribert Ndayisaba      | 1                     |
| Fuadi Ndayisenga         | 1                     |
| Faty Papy                | 1                     |
| Adane Girma              | 1                     |
| Gataneh Kebede           | 1                     |
| Bob Mugalia              | 1                     |
| Victor Ochieng           | 1                     |
| John Banda               | 1                     |
| Henry Kabichi            | 1                     |
| Joseph Kamwendo          | 1                     |
| Labama Bokota            | 1                     |
| Jean-Claude Iranzi       | 1                     |
| Khalid Ali               | 1                     |
| Ramadan Alagab           | 1                     |
| Mohammed Shaikh Eldin    | 1                     |
| Muawia Bashir Koko       | 1                     |
| Mohammed Musa            | 1                     |
| Amir Rabei               | 1                     |
| Muhannad Tahir           | 1                     |
| Nurdin Bakari            | 1                     |
| Mrisho Ngassa            | 1                     |
| Yusuf Rashid             | 1                     |
| Thomas Ulimwengu         | 1                     |
| Hamis Kizza              | 1                     |
| Andrew Mwesigwa          | 1                     |
| Mike Sserumaga           | 1                     |
| Ali Badru Ali            | 1                     |
| Abdulrahaman Mohammed    | 1                     |
| Aggrey Morris            | 1                     |
| Hamad Omar               | 1                     |
| Kassim Suleiman Selembe  | 1                     |
| Qadr Amini               | 1                     |
| Said Maulid              | autogol ante Zimbabue |
| Robert Odongkara         | autogol ante Burundi  |